# 中国1921
《中国1921》是2011年5月16日起在中国中央电视台综合频道（央视一套）首播的中国大陆电视剧。是中国共产党建党九十周年的献礼剧，亦是建党九十周年央视一套“红色季”首推电视剧。
该剧时间跨度为第一次世界大战结束到中国共产党成立之间。由穆德远导演，谷智鑫、李沁、胡军等主演。该剧获第26届中国电视金鹰奖最佳电视剧奖。